# 皮乌拉
皮乌拉（西班牙语：Piura）是南美洲國家秘魯的北部边境城市，是皮乌拉省的首府，西臨太平洋。人口为377496。
1532年，西班牙征服者弗朗西斯科·皮萨罗在今日的秘鲁北部建立了第一座位于南美洲的西班牙城市。皮乌拉在1821年1月4日宣布独立。

## 历史
与秘鲁北部大部分地区一样，皮乌拉原住民只有Tallane人和Yunga人。在Mochica人到来之前，这些原住民生活在没有组织或单一首领制的原始部落里。
西班牙人于1532年到达这片土地以后，来自世界各地的移民纷纷向皮乌拉地区赶来。大部分移民来自西班牙和马达加斯加。一些中国南部的米农也曾到皮乌拉地区开荒种田。

## 旅游

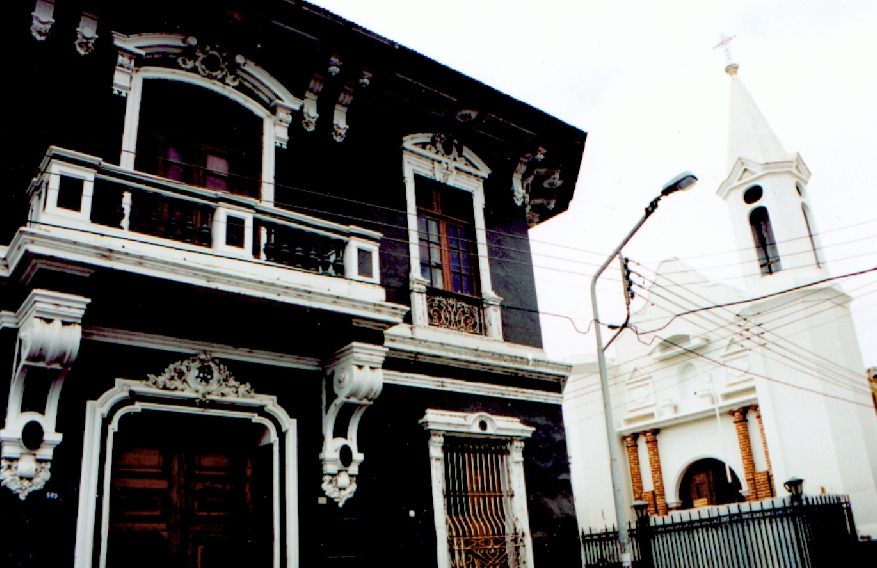
殖民时期建筑

皮乌拉市区内有一些殖民时期的建筑。但最有名的景点时COLAN海滩。COLAN碧蓝而温暖的海水，年年吸引着大量游客。